# Alice Cooper Goes to Hell
Alice Cooper Goes to Hell – album solowy Alice Coopera. Ukazał się w 1976 roku nakładem wytwórni Warner Bros. Records.

## Lista utworów
| 1.  | „Go to hell”                  | 5:16  |
|     |                               |       |
| 2.  | „You gotta dance”             | 2:44  |
|     |                               |       |
| 3.  | „I'm the coolest”             | 3:58  |
|     |                               |       |
| 4.  | „Didn't we meet”              | 4:16  |
|     |                               |       |
| 5.  | „I never cry”                 | 3:44  |
|     |                               |       |
| 6.  | „Give the kid a break”        | 4:14  |
|     |                               |       |
| 7.  | „Guilty”                      | 3:22  |
|     |                               |       |
| 8.  | „Wake me gently”              | 5:03  |
|     |                               |       |
| 9.  | „Wish you were here”          | 4:36  |
|     |                               |       |
| 10. | „I'm always chasing rainbows” | 2:08  |
|     |                               |       |
| 11. | „Going home”                  | 3:47  |
|     |                               |       |
|     |                               | 43:08 |
|     |                               |       |

## Skład
- Alice Cooper – wokal
- John Tropea – gitara
- Steve Hunter – gitara
- Jimmy Maelen – perkusja
- Jim Gordon – perkusja
- Bob Babbitt – bas
- Dick Berg – waltornia
- Bob Ezrin – syntezator, pianino,
- Shep Gordon – wokal
- Shaun Jackson – wokal
- Tony Levin – bas
- Allan MacMillan – pianino
- Bill Misener – wokal
- Colina Phillips – wokal
- Allan Schwartzberg – perkusja
- Donny Vosburgh – wokal
- Dick Wagner – akustyczna i elektryczna gitara, wokal
- Laurel Ward – wokal
- Sharon Williams – wokal
- Joe Gannon – wokal
- Sharon Lee Williams – wokal